# Peter Hansen (konstnär)

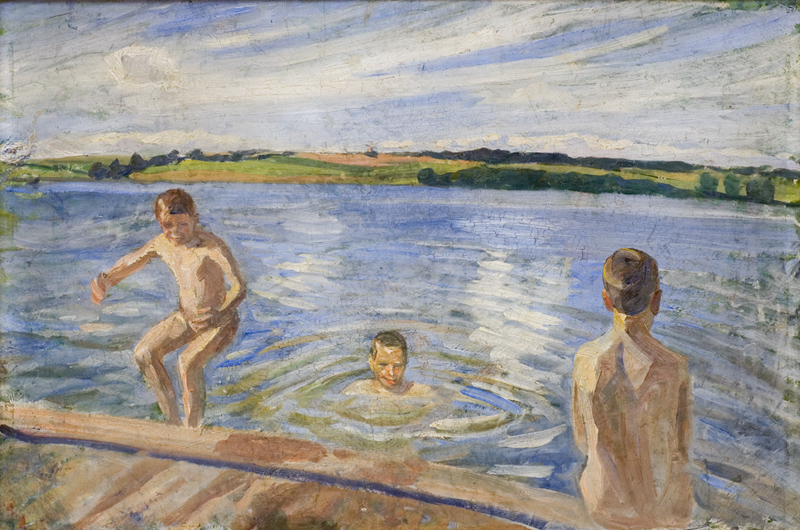
Badende drenge av Peter Hansen.

Peter Marius Hansen, född 13 maj 1868, död 6 oktober 1928, var en dansk konstnär.
Han fick konstnärlig utbildning på Kunstnernes Frie Studieskoler i Köpenhamn, med Kristian Zahrtmann som lärare.
Hansen var med sin personliga natursyn och sin utpräglat koloristiska läggning en landskapsmålare av rang. I hans landskap med ofta rikt staffage smälter genren och naturskildringen samman till en starkt verkande helhet. Bland hans verk märks På isen utom staden. Hansen är representerad på Göteborgs konstmuseum och Nationalmuseum i Stockholm.